# Vappolotes
Vappolotes – rodzaj pająków z rodziny lejkowcowatych. Obejmuje 5 opisanych gatunków.

## Morfologia
Pająki osiągające od 5 do 7,2 mm długości ciała. Karapaks mają gruszkowaty w obrysie, ubarwiony żółtobrązowo z promieniście rozchodzącym się wzorem i żółtobrązowym do brązowego nadustkiem. Szczękoczułki mają po trzy zęby na krawędziach przednich i po dwa na krawędziach tylnych. Warga dolna i szczęki są brązowe, a sternum żółtobrązowe. Kolejność par odnóży od najdłuższej do najkrótszej to: IV, I, II, III. Ich barwa jest żółtobrązowa. Barwa owalnej opistosmy (odwłoka) jest szara lub żółtobrązowa z trzema lub czterema szewronami w tyle części grzbietowej i żółtawobrązowymi kądziołkami przędnymi.
Genitalia samicy mają płytkę płciową pozbawioną zębów i przegrody, o przednio-bocznie umieszczonych kapturkach, dość dużym przedsionku zaopatrzonym w splot podłużnych szczecinek, otworach kopulacyjnych umieszczonych tylno-bocznie, szerokich, przejrzystych i motylkowatych w kształcie przewodach kopulacyjnych, nerkowatych i zbliżonych do siebie podstawami spermatekach oraz co najmniej dwukrotnie dłuższych niż szerokich przewodach zapładniających. Nogogłaszczki samca mają rzepkę z pojedynczą apofizą, goleń z wykształconymi apofizami lateralną i retrolateralną, cymbium z rowkiem zajmującym mniej niż połowę jego długości, konduktor z blaszką i apofizą grzbietową, tegulum z rozwidloną apofizą, pomarszczone subtegulum oraz długi i nitkowaty embolus.

## Rozprzestrzenienie
Przedstawiciele rodzaju występują endemicznie w Chinach, będąc znanymi z Syczuanu, Kuejczou i Hunanu.

## Taksonomia
Takson ten wprowadzony został w 2019 roku przez Zhao Zhe i Li Shuqianga na łamach „Zootaxa”. Nazwę rodzajową utworzono przez połączenie łacińskiego vappo, oznaczającego rodzaj ciem, oraz nazwy norosz (Coelotes), z których ta pierwsza nawiązywać ma do motylkowatego kształtu przewodów kopulacyjnych pająka. Wyniki analiz filogenetycznych z 2022 i 2023 roku wskazują, że Vappolotes zajmuje pozycję siostrzaną względem rodzaju Papiliocoelotes, tworząc z nimi klad siostrzany dla Spiricoelotes. Klad tworzony przez te trzy rodzaje zajmuje z kolei pozycję siostrzaną dla Longicoelotes, tworząc z nim klad siostrzany dla Platocoelotes.
Do rodzaju tego należy 5 opisanych gatunków:
- Vappolotes ganlongensis Zhao & S.Q. Li, 2019
- Vappolotes hei B. Li, Zhao & S.Q. Li, 2023
- Vappolotes jianpingensis Zhao & S.Q. Li, 2019
- Vappolotes longshan B. Li, Zhao & S.Q. Li, 2023
- Vappolotes tianjiayu B. Li, Zhao & S.Q. Li, 2023